# Lantau Tomorrow Vision

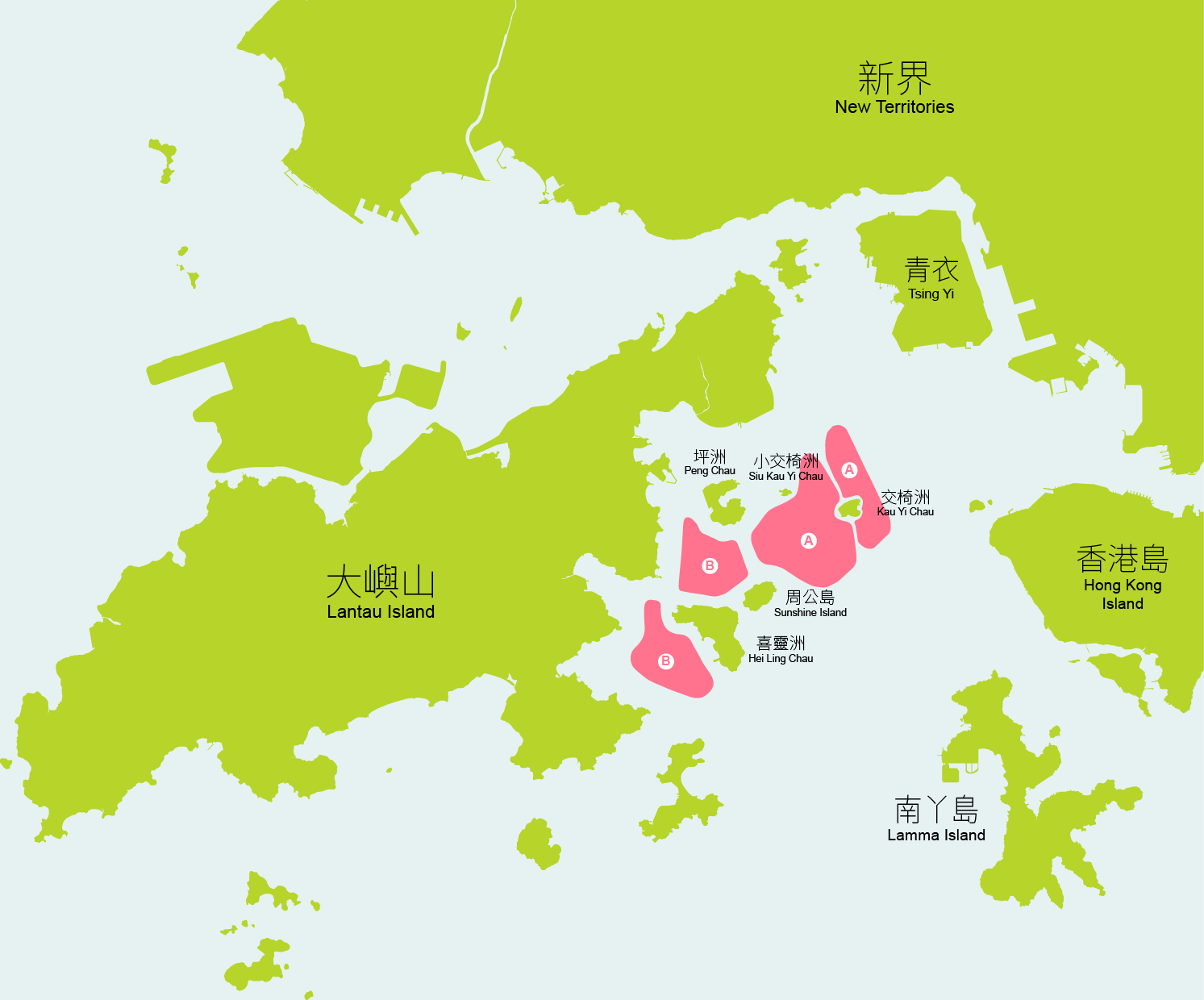
Le projet Lantau Tomorrow Vision propose d'importantes créations de terre-pleins près des îles de et à l'est de Lantau.

Lantau Tomorrow Vision (明日大嶼願景, « Lantau : Vision de demain ») est un projet de développement de Hong Kong qui comprend la création d'un troisième quartier d'affaires principal par la construction d'îles artificielles d'une surface totale d'environ 1 700 hectares grâce à la création de terre-pleins près des îles de Kau Yi Chau (en) et Hei Ling Chau (en) à l'est de Lantau. Lancé par la chef de l'exécutif Carrie Lam lors de son discours politique de 2018, le projet est l'objet d'une controverse et d'une opposition pour son coût élevé estimé à 500 milliards HK$ (63,8 milliards US$), représentant la moitié des réserves fiscales de la ville, ainsi que pour des préoccupations environnementales.

## Contexte

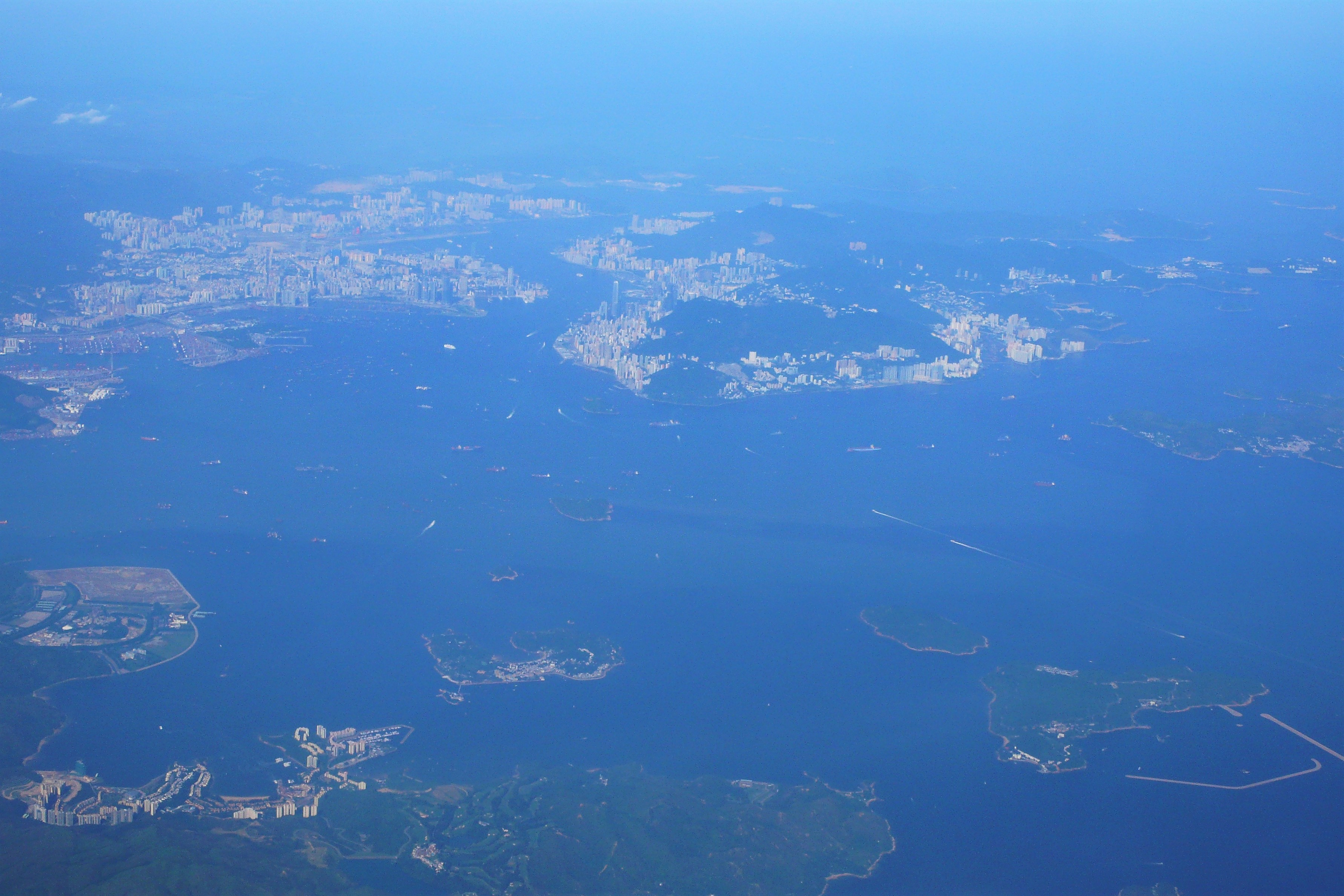
Vue aérienne de la zone maritime projetée à être transformée en terre-pleins.

L'idée de création massive de terre-pleins dans les eaux orientales de l'île de Lantau est suggérée par le chef de l'exécutif Leung Chun-ying dans son discours politique de janvier 2014, où il propose des études stratégiques sur des îles artificielles destinées à long terme à accueillir principalement des habitations.
En 2016, le gouvernement présente le projet Hong Kong 2030 Plus suggérant le développement de la métropole d'East Lantau par la création de terre-pleins dans les eaux des îles Kau Yi Chau (en) et Hei Ling Chau (en) avec une capacité d'accueil d'environ 400 000 à 700 000 habitants et la création d'environ 200 000 emplois . Le plan directeur durable de Lantau de 2017 et le groupe de travail sur l'approvisionnement en terres adoptent le projet d'East Lantau qui est inscrit comme l'une des 18 options de la consultation publique de cinq mois en 2018.
Lors de cette consultation publique du groupe de travail sur l'approvisionnement en terres, le groupe de réflexion dirigé par l'ancien chef de l'exécutif Tung Chee-hwa, Our Hong Kong Foundation (en), présente un rapport de recherche le 7 août 2018 intitulé Re-imagining Hong Kong with a Game-Changer: Enhanced East Lantau Metropolis visant à gagner 2 200 hectares sur la mer dans les eaux orientales de Lantau en 14 ans, ce qui permettrait de loger 1,1 million de personnes et résoudrait les problèmes de pénurie de terres à Hong Kong. Cela intervient après que la chef de l'exécutif Carrie Lam ait signalé son soutien à la création de nouveaux terre-pleins lorsqu'elle a dit être confiante « que les terre-pleins à l'extérieur de Victoria Harbour sont la voie à suivre », ajoutant espérer que le groupe de travail « arrivera également à cette conclusion ».

## Contenu

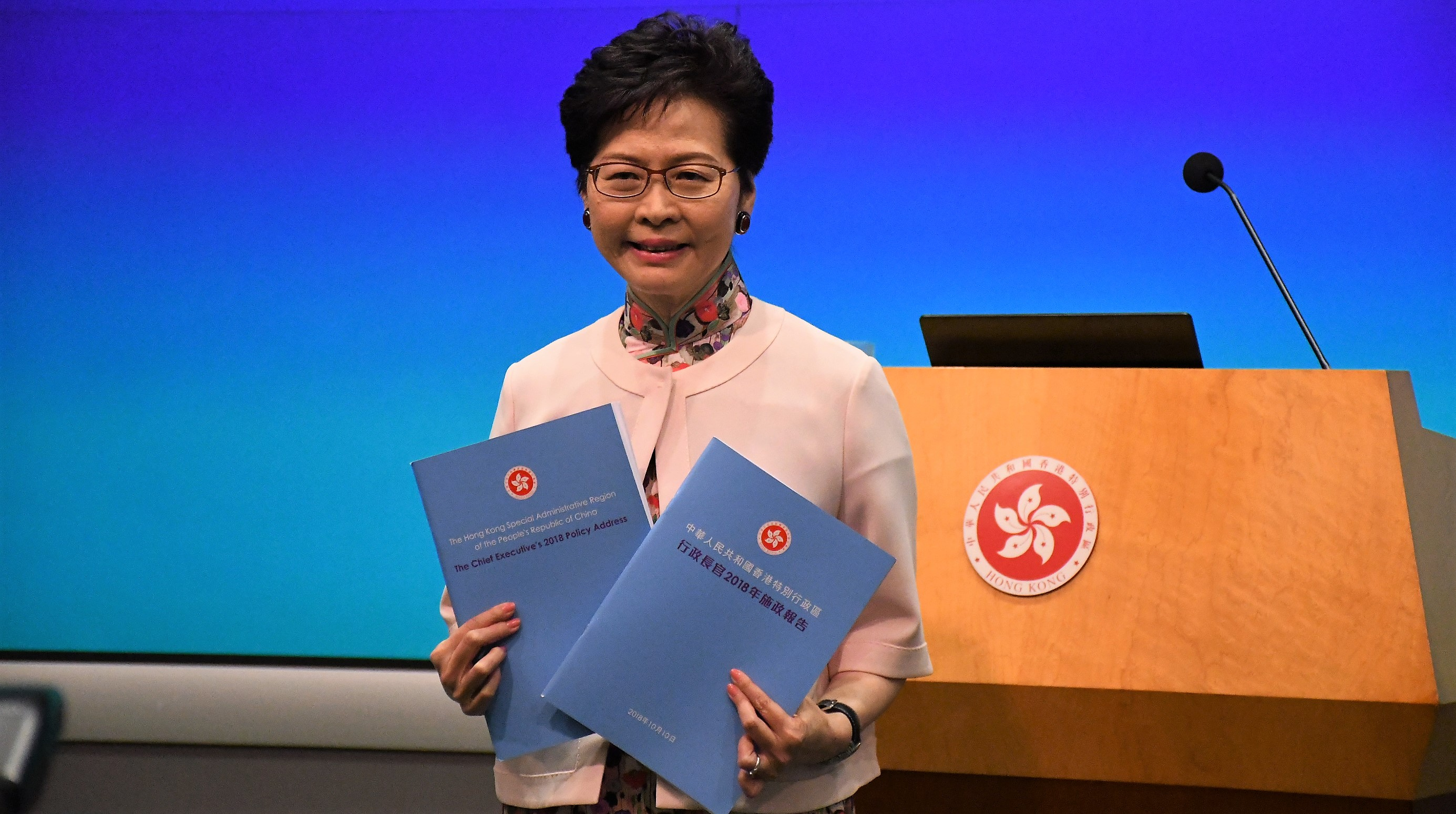
Carrie Lam présente le projet Lantau Tomorrow Vision dans son deuxième discours politique en octobre 2018.

Le 10 octobre 2018, Carrie Lam présente le projet Lantau Tomorrow Vision dans son deuxième discours politique qui comprend la création de 1 700 hectares de terre-pleins sur la mer qui fournirait entre 260 000 et 400 000 logements à 700 000 à 1,1 million de personnes, dont 70% seront des logements sociaux. Cela créerait des îles artificielles à l'est de Lantau.
Le projet suggère également l'élargissement de la capacité d'infrastructure de Lantau pour appuyer son rôle de « double passerelle » au monde et à la région de la Grande Baie de Guangdong-Hong Kong-Macao, comme avec la construction d'une route et d'une ligne ferroviaire reliant les nouvelles îles artificielles à l'île de Hong Kong et à Sunny Bay (en).
Le projet, presque le double de la taille de la proposition initiale, serait le plus important et le plus coûteux de l'histoire de Hong Kong à ce jour, avec un coût estimé compris entre 400 et 500 milliards HK$ (64 milliards US$). Le projet suggère également la mise en place d'un fonds de protection de la nature de 1 milliard HK$ pour réaliser et promouvoir des projets à Lantau.

## Préoccupations

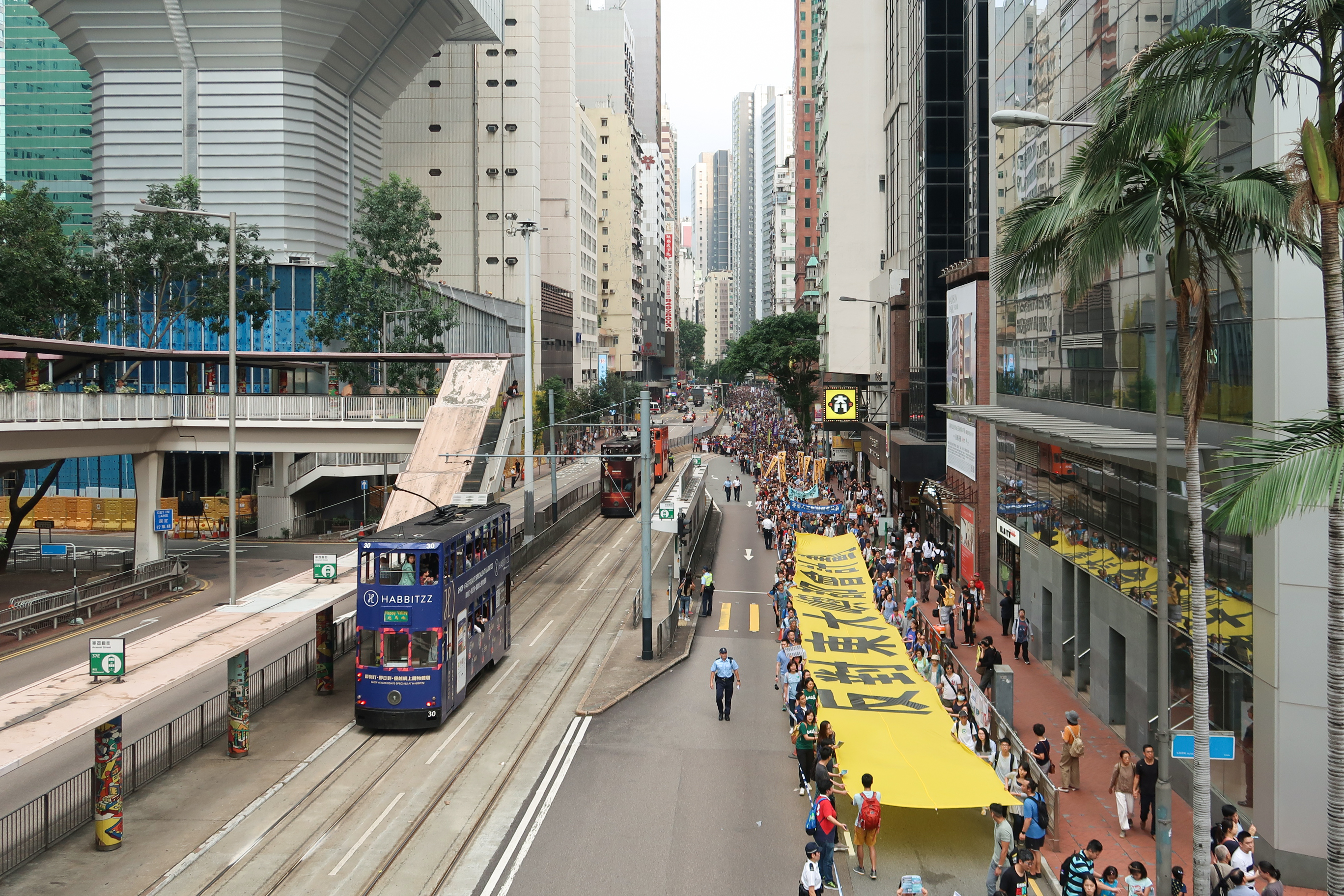
Le 14 octobre 2018, un certain nombre de groupes a organisé une manifestation contre le projet Lantau Tomorrow Vision. La police a estimé que 5 800 personnes y avait participé.

Le projet Lantau Tomorrow Vision rencontre une forte opposition immédiatement après sa présentation. Roy Tam Hoi-pong du groupe environnemental Green Sense, exprime sa crainte qu'il viderait les coffres de la ville, estimant qu'il pourrait coûter jusqu'à 1000 milliards HK$ (128,2 milliards US$), soit presque toutes les réserves fiscales de Hong Kong.
Lam Chiu Ying (en), ancien directeur de l'Observatoire de Hong Kong, avertit que la zone gagnée sur la mer serait vulnérable à l'élévation du niveau de l'océan et à des conditions météorologiques extrêmes dues au réchauffement climatique.
L'annonce du projet par Carrie Lam est également critiquée pour avoir anticipé un rapport du groupe de travail sur l'approvisionnement en terres, qui a mené cinq mois de consultations publiques et était censé conseiller le gouvernement sur les meilleurs moyens de faire face à la pénurie de terres, car le projet est présenté à peine deux semaines après les consultations publiques et avant la publication de son rapport final.
Il est également accusé d'être un cadeau aux entreprises privées pour leur permettre de faire des profits gigantesques, étant donné que la proposition du groupe de réflexion Our Hong Kong Foundation de Tung Chee-hwa avait été soutenue par des gouverneurs et sympathisants représentant d'importants développeurs et puissants initiés comme New World, Henderson, Hang Lung (en), Sino Group (en), Shui On Land (en), Shimao (en), Shun Tak (en), Fung Group, Lan Kwai Fong Group, Arthur Li (en), Elsie Leung (en), et Bernard Chan (en).